# Raimu
Raimu (18 de diciembre de 1883 – 20 de septiembre de 1946) fue un actor teatral y cinematográfico de nacionalidad francesa.

## Biografía
Su verdadero nombre era Jules Auguste Muraire, y nació en Tolón, Francia.  Debutó en el teatro en 1899 y, tras llamar la atención de la gran estrella del music hall Félix Mayol, que también era de Tolón, en 1908 tuvo la oportunidad de trabajar como secundario en la escena parisina. Principalmente comediante, en 1916 el escritor y director Sacha Guitry le dio papeles significativos en producciones representadas en el Folies Bergère y en otros locales. 
En 1928 trabajó en el estreno de la opereta de Messager Coups de roulis, y en 1929, ya como primer actor, se ganó el reconocimiento por su papel protagonista en la obra teatral de Marcel Pagnol Marius. 
Además de su trabajo teatral, Raimu tuvo también una carrera de éxito en el cine, a veces bajo el nombre de Jules Raimu. Aunque reticente a causa de la decepción que tuvo por su primer trabajo en el cine muchos años antes, aceptó actuar en el film de Guitry Le Blanc et le Noir, y un año más tarde repitió su papel de Marius en la adaptación cinematográfica. Pasados los cuarenta años de edad, Raimu era uno de los más respetados actores de su país, y considerado como el mejor intérprete por artistas de la talla de Alec Guinness, Marlene Dietrich, y Orson Welles.
Raimu falleció en 1946 en Neuilly-sur-Seine a causa de un ataque al corazón provocado por una alergia a la anestesia ocurrida mientras era intervenido quirúrgicamente para tratarle una pierna fracturada en un accidente de tráfico. Fue enterrado en Tolón. En 1961 el gobierno francés le homenajeó utilizando su imagen en un sello postal. Su nieta, Isabelle Nohain, creó un pequeño museo dedicado a él en la ciudad de Cogolin.
Este cinematógrafo fue un gran entusiasta de las artes escénicas el cual abrió un gran camino a todos aquellos que aman las artes teatrales y escénicas. Él fue uno de los pilares de estas artes las cuales hoy día se ejercen en películas, teatros, tv entre otras artes relacionadas. Es gracias a este hombre muchos amantes de las artes tienen un lugar de empleo en la sociedad.Esto es una opinión sobre lo aprendido a través de lo que leí gmelendez2210

## Teatro
- 1915 : Plus ça change !, de Rip, Teatro Michel
- 1915 : Il faut l'avoir !, de Sacha Guitry y Albert Willemetz, Teatro du Palais-Royal
- 1916 : Monsieur chasse !, de Georges Feydeau, Teatro de la Renaissance
- 1916 : Faisons un rêve, de Sacha Guitry, Théâtre des Bouffes-Parisiens
- 1916 : Six hommes, une femme et un singe, de Pierre Veber y Yves Mirande, Teatro Michel
- 1917 : Le Poilu, opereta de Pierre Veber, Teatro du Palais-Royal
- 1918 : L'École des cocottes, de Paul Armont y Marcel Gerbidon, Teatro du Grand-Guignol, Teatro Michel
- 1918 : Saison d'amour, de Edmond Sée, Teatro Michel
- 1918 : Le Cochon qui sommeille, opereta de Rip y Robert Dieudonné, Teatro Michel
- 1919 : La Jeune Fille aux joues roses, de François Porché, Teatro Sarah Bernhardt
- 1919 : Pour avoir Adrienne, de Louis Verneuil, Teatro Michel
- 1919 : La Chasse à l'homme, de Maurice Donnay, Théâtre des Variétés
- 1919 : L'École des cocottes, de Paul Armont y Marcel Gerbidon, Teatro Michel
- 1920 : L'École des cocottes, de Paul Armont y Marcel Gerbidon, Théâtre des Variétés
- 1920 : Un homme en habit, de André Picard y Yves Mirande, Théâtre des Variétés
- 1920 : Le Roi, de Robert de Flers y Gaston Arman de Caillavet, Théâtre des Variétés
- 1921 : Ma tante de Honfleur, de Paul Gavault, Théâtre des Variétés
- 1921 : Ça va !, de Rip y R. Guignoux, Teatro de París
- 1921 : La Revue des Variétés, de Rip y R. Guignoux, Théâtre des Variétés
- 1922 : La Belle Angevine, de Maurice Donnay y André Rivoire, Théâtre des Variétés
- 1922 : La Petite Chocolatière, de Paul Gavault, Théâtre des Variétés
- 1922 : Le Blanc et le Noir, de Sacha Guitry, Théâtre des Variétés
- 1923 : Un jour de folie, de André Birabeau, Théâtre des Variétés
- 1923 : Édith de Nantes, de Yves Mirande, Teatro Daunou
- 1923 : Un phénomène, de Sacha Guitry, Teatro de l'Alhambra
- 1923 : Vertu... Vertu..., de Alfred Savoir y R. Guignoux, Teatro des Mathurins
- 1923 : La Huitième Femme de Barbe-Bleue, de Alfred Savoir, Teatro des Mathurins
- 1924 : La Flambée, de Henry Kistemaeckers, Teatro de París
- 1924 : Le Bois sacré, de Robert de Flers y Gaston Arman de Caillavet, Théâtre des Variétés
- 1925 : La nuit est à nous, de Henry Kistemaeckers, Teatro de París
- 1926 : Vive la République !, de Sacha Guitry y Albert Willemetz, Teatro Marigny
- 1926 : La Vérité toute nue, de Pierre Veber y Gustave Quinson, Teatro de París
- 1926 : Vive l'Empereur, de Yves Mirande, Jean Richepin, R. de Meckiels, Teatro La Scala
- 1927 : Mil neuf cent vingt sept, de Albert Willemetz, Saint-Granier, Jean Le Seyeux, Teatro Marigny
- 1927 : Le Diable à Paris, de Albert Willemetz, Robert de Flers, Francis de Croisset, Teatro Marigny
- 1927 : Venise, de Albert Willemetz y André Mouézy-Eon, Teatro Marigny
- 1928 : La Revue de Marigny, de Jean Le Seyeux y Saint-Granier, Teatro Marigny
- 1928 : Le Diable à quatre, de Sacha Guitry, Teatro Marigny
- 1928 : Coups de roulis de Albert Willemetz, Teatro Marigny
- 1929 : Trilogie marseillaise, de Marcel Pagnol, Teatro de París
- 1930 : Ces messieurs de la santé, de Paul Armont y Léopold Marchand, Teatro de París
- 1935 : Noix de coco, de Marcel Achard, Teatro de París
- 1935 : Trilogie marseillaise, de Marcel Pagnol, Théâtre des Variétés
- 1944 : El burgués gentilhombre, de Molière, escenografía de Pierre Bertin, Comédie-Française
- 1944 : El enfermo imaginario, de Molière, escenografía de Jean Meyer, Comédie-Française
- 1946 : L'Anglais tel qu'on le parle, de Tristan Bernard, Comédie-Française

## Filmografía
Cine mudo
- 1912 : L'Agence Cacahuète, de Roger Lion
- 1912 : Godasse fumiste, de Gérard Bourgeois
- 1913 : L'Homme un, de Henri Desfontaines
- 1915 : Paris pendant la guerre, de Henri Diamant-Berger
- 1916 : Sacré Joseph, de Roger Lion
- 1916 : L'Enlèvement de Vénus, de Roger Lion
- 1917 : Le Vagabond

Cine sonoro
- 1931 : Le Blanc et le Noir, de Marc Allégret y Robert Florey
- 1931 : Mam'zelle Nitouche, de Marc Allégret
- 1931 : Marius, de Alexandre Korda[3]
- 1932 : La Petite Chocolatière, de Marc Allégret
- 1932 : Fanny, de Marc Allégret
- 1932 : Les Gaietés de l'escadron, de Maurice Tourneur
- 1933 : Charlemagne, de Pierre Colombier
- 1933 : Théodore et Cie, de Pierre Colombier
- 1934 : J'ai une idée, de Roger Richebé
- 1934 : Ces messieurs de la Santé, de Pierre Colombier
- 1934 : Tartarin de Tarascon, de Raymond Bernard
- 1934 : Minuit, place Pigalle, de Roger Richebé
- 1935 : L'École des cocottes, de Pierre Colombier
- 1935 : Gaspard de Besse, de André Hugon
- 1936 : Le Roi, de Pierre Colombier
- 1936 : Le Secret de polichinelle, de André Berthomieu
- 1936 : César, de Marcel Pagnol
- 1936 : Faisons un rêve, de Sacha Guitry
- 1936 : Les Jumeaux de Brighton, de Claude Heymann
- 1937 : Les Rois du sport, de Pierre Colombier
- 1937 : Vous n'avez rien à déclarer ?, de Léo Joannon
- 1937 : La Chaste Suzanne, de André Berthomieu
- 1937 : Un carnet de bal, de Julien Duvivier
- 1937 : Le Fauteuil 47, de Fernand Rivers
- 1937 : Les Perles de la couronne, de Sacha Guitry y Christian-Jaque
- 1937 : Gribouille, de Marc Allégret
- 1938 : La Femme du boulanger, de Marcel Pagnol
- 1938 : Le Héros de la Marne, de André Hugon
- 1938 : Les Nouveaux riches, de André Berthomieu
- 1938 : L'Étrange Monsieur Victor, de Jean Grémillon
- 1939 : L'Homme qui cherche la vérité, de Alexandre Esway
- 1939 : Noix de coco, de Jean Boyer
- 1939 : Monsieur Brotonneau, de Alexandre Esway
- 1939 : Dernière Jeunesse, de Jeff Musso
- 1939 : Le Duel, de Pierre Fresnay
- 1940 : La Fille du puisatier, de Marcel Pagnol
- 1941 : Parade en sept nuits, de Marc Allégret
- 1942 : Les Inconnus dans la maison, de Henri Decoin
- 1942 : Monsieur La Souris, de Georges Lacombe
- 1942 : Les Petits Riens, de Raymond Leboursier
- 1942 : L'Arlésienne, de Marc Allégret
- 1942 : Le Bienfaiteur, de Henri Decoin
- 1943 : Le Colonel Chabert, de René Le Hénaff
- 1945 : Untel père et fils, de Julien Duvivier[4]
- 1946 : Les Gueux au paradis, de René Le Hénaff
- 1946 : L'Homme au chapeau rond, de Pierre Billon